# Beerella yemenensis
Beerella yemenensis är en spindeldjursart som beskrevs av Frank Jason Smiley och Baker 1995. Beerella yemenensis ingår i släktet Beerella och familjen Tetranychidae. Inga underarter finns listade.